# Lamproxynella marmorata
Lamproxynella marmorata är en tvåvingeart som först beskrevs av Blanchard 1852.  Lamproxynella marmorata ingår i släktet Lamproxynella och familjen borrflugor. Inga underarter finns listade i Catalogue of Life.